# Johann Joseph Thalherr
Johann Joseph Thalherr (psán i Talherr), známý i počeštěně jako Jan Josef Talherr nebo v maďarštině József Talherr (1730 nebo 1737 Fulnek – 1807 Budín) byl rakouský architekt původem z Moravy, který realizoval stavby zejména v Uhersku.
Narodil se ve Fulneku a architekturu vystudoval ve Vídni. Roku 1782 se přestěhoval do Budína, kde pak žil a pracoval až do smrti. Byl jedním z hlavních představitelů oživení palladiánské architektury ve střední Evropě. Jeho stavby stojí v Budapešti, Bratislavě, Rábu a dalších uherských městech.

## Ukázky staveb

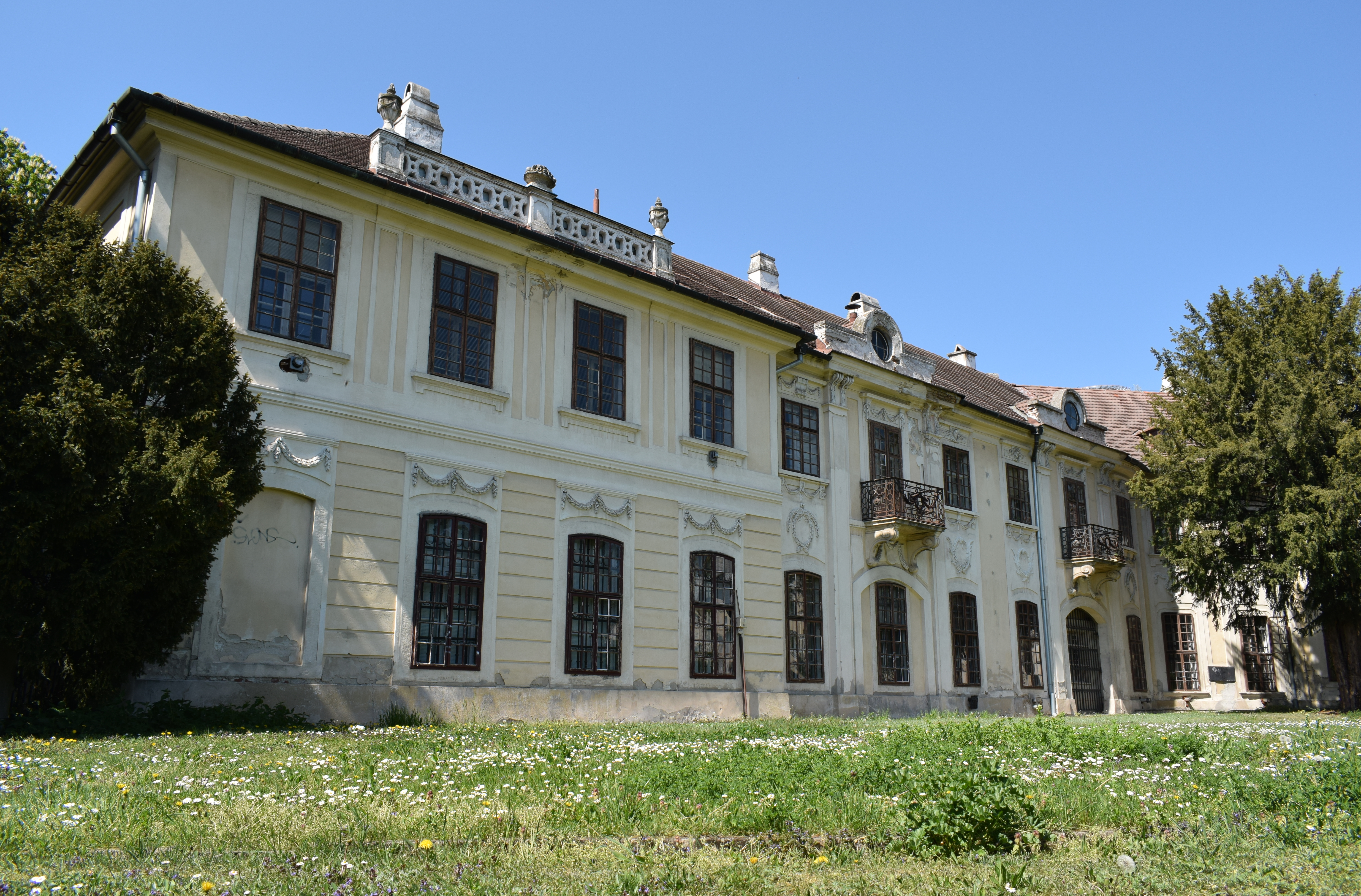
Aspremontův letní palác v Bratislavě
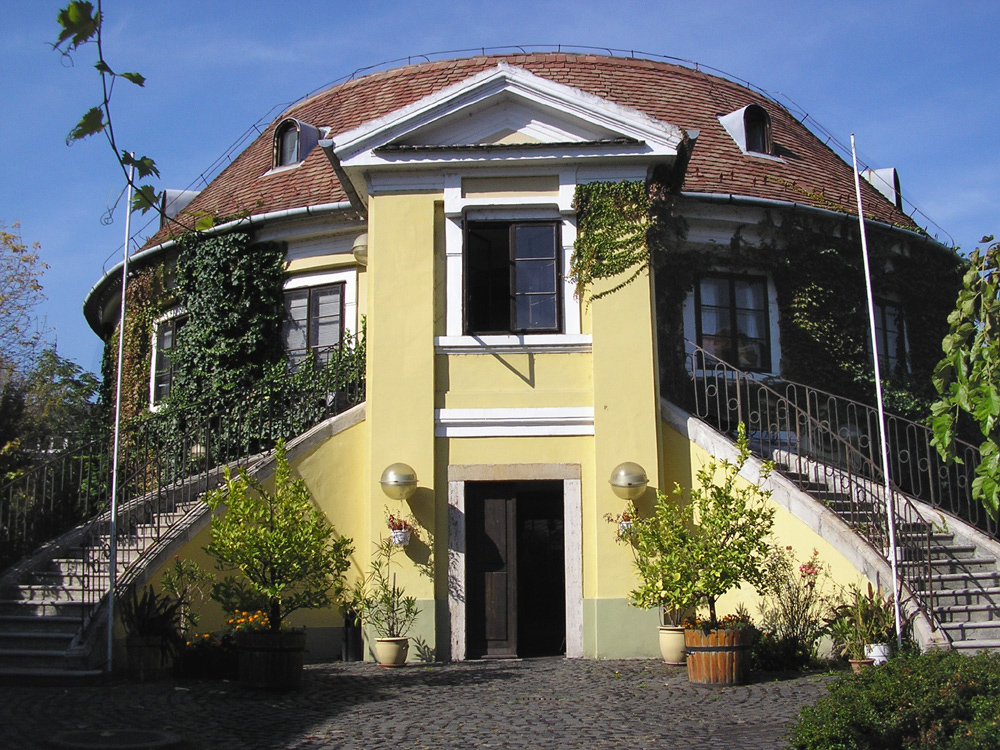
Budova filatoria v Óbudě
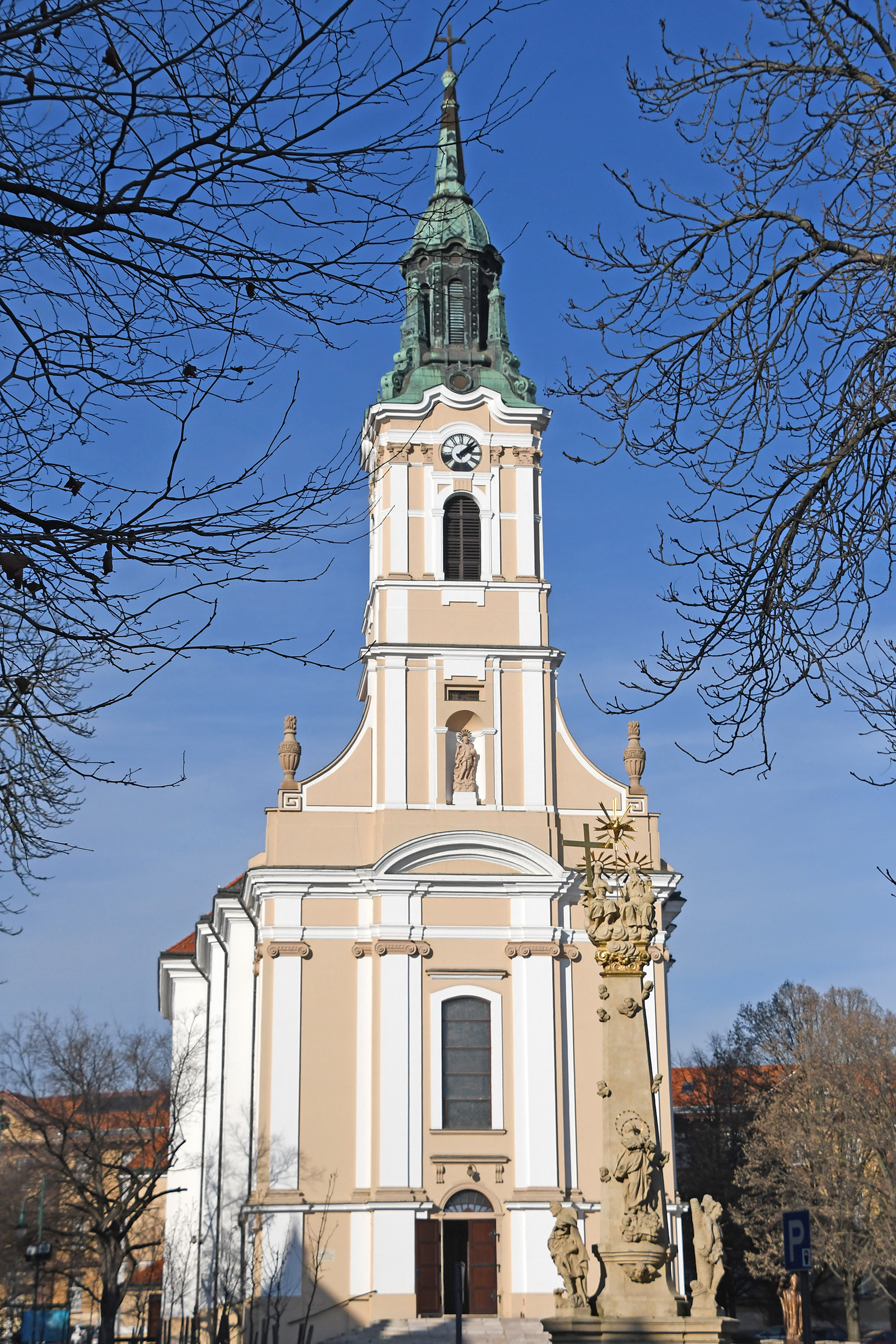
Katolický kostel v Szekszárdu
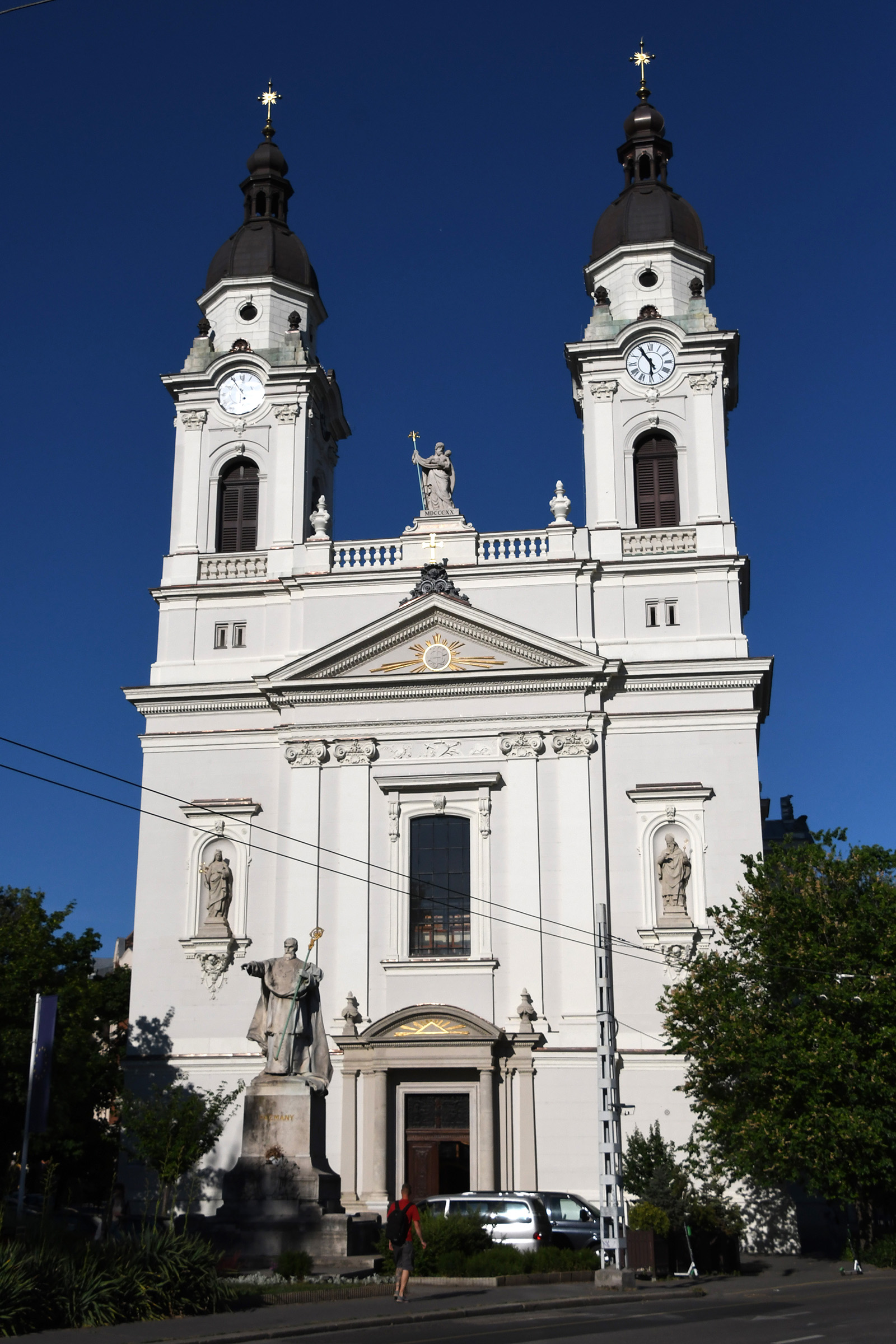
Farní kostel sv. Josefa v Pešti (Józsefváros)
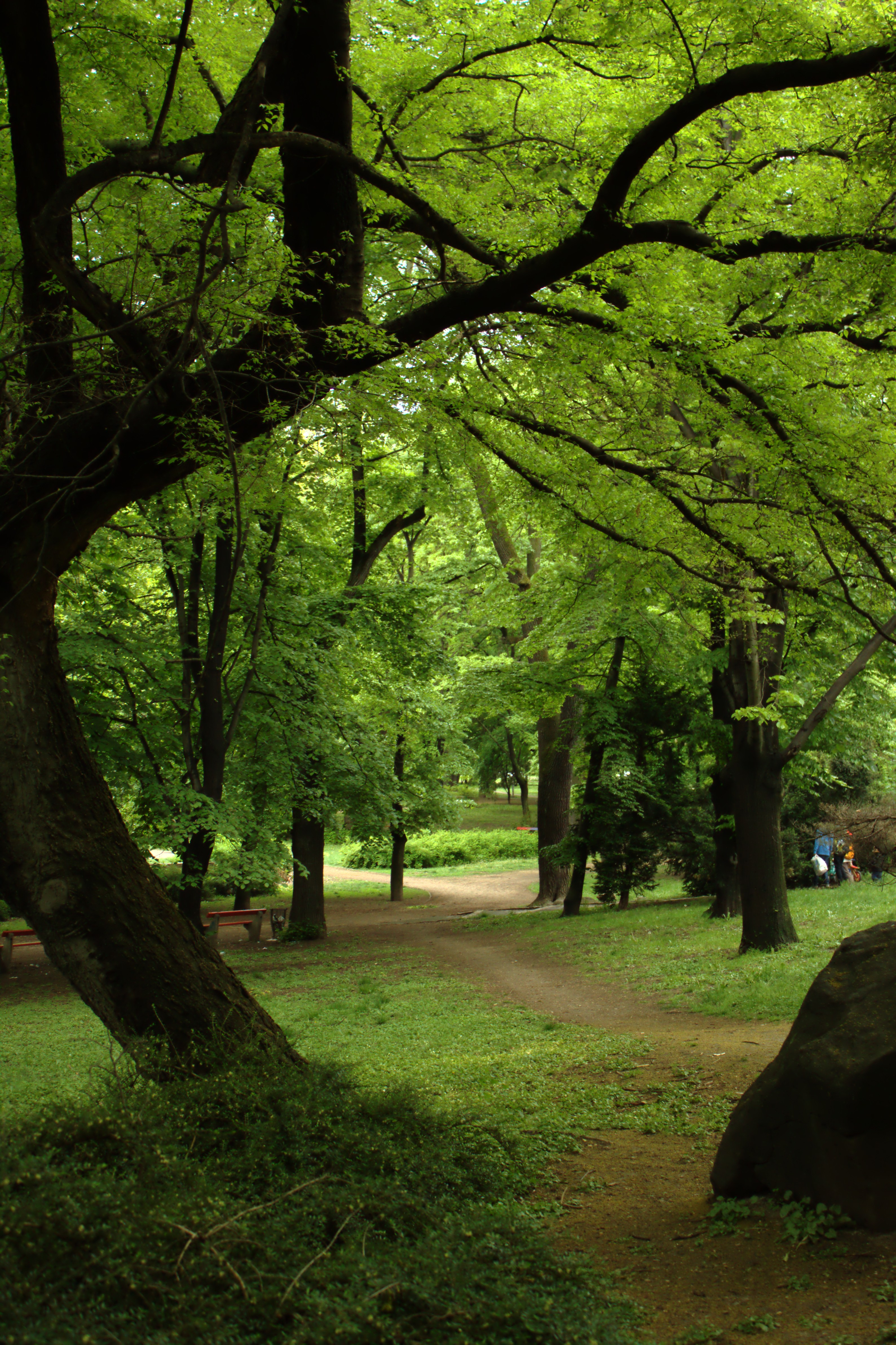
Projekt budínského parku Városmajor